# Văleni (Meteș), Alba
Văleni (maghiară Ompolyszáda, germană Grubendorf) este un sat în comuna Meteș din județul Alba, Transilvania, România. La recensământul din 2002 avea o populație de 284 locuitori.